# Compagnie lyrique les Monts du Reuil
La Compagnie lyrique les Monts du Reuil est formation théâtrale et musicale française créée en 2007, par Hélène Clerc-Murgier et Pauline Warnier.

## Histoire
Créée en 2007 par Hélène Clerc-Murgier et Pauline Warnier, la Compagnie Lyrique les Monts du Reuil est en résidence à l'Opéra de Reims depuis 2012 et au théâtre de Saint-Dizier (Les Trois Scènes) depuis 2019. La Compagnie spécialisée dans la musique lyrique française du XVIIe et XVIIIe siècles, met en scène des opéras et des spectacles lyriques, réunissant de 3 à 23 artistes sur scène. Elle se produit en France et à l'étranger.
Hélène Clerc-Murgier et Pauline Warnier s'intéressent aux opéras français de l'époque révolutionnaire ayant rencontré un beau succès à leur création et peu joués à l’époque moderne : notamment les opéras de André Grétry, Nicolas Dalayrac et Étienne Méhul.
La Compagnie, de direction résolument collégiale, privilégie les relations interdisciplinaires et installe ses collaborations dans le temps. Elle se montre notamment attentive à la place des artistes dans ses créations : les musiciens, en lien direct avec le discours et le plateau, sont investis dans la mise en scène.
Chaque opéra remis à la scène a fait l'objet de publications aux Éditions buissonnières, en lien avec la Bibliothèque nationale de France.

## Travaux

### Opéras comiques
- La Compagnie Lyrique les Monts du Reuil s’est spécialisée dans la redécouverte d’opéras du XVIIIe siècle dans le cadre de sa résidence à l'Opéra de Reims[8] Tous ces opéras ont été donnés en France et à l'étranger :
- 2011 - Cendrillon[9],[10],[11], Opéra-comique en 1 acte de Jean-Louis Laruette et Louis Anseaume.

- 2013 - Les Deux Chasseurs & la Laitière[12], Opéra-comique en 1 acte de Emmanuel Clerc et Louis Anseaume.
- 2014 - Le Docteur Sangrado[13], Opéra-comique en 1 acte de Jean-Louis Laruette et Louis Anseaume.
- 2015 - Le Soldat magicien[14], Opéra-comique de François-André Danican Philidor et Louis Anseaume
- 2016 - Raoul Barbe-Bleue, Opéra-comique en 3 actes de André Grétry et Michel-Jean Sedaine[15],[16]
- 2017 - Le jeune Sage & le Vieux Fou[17] de Étienne Méhul,
- 2018 - Richard Coeur de lion[18]  Opéra-comique en 3 actes de André Grétry et Michel-Jean Sedaine
- 2018 - Maison à vendre[19] Comédie en 1 acte de Nicolas Dalayrac,
- 2020 - Guillaume Tell, opéra-comique en 3 actes de André Grétry et Michel-Jean Sedaine
- 2021 - L'Éclipse totale, comédie en 1 acte de Nicolas Dalayrac (d'après Jean de La Fontaine)
- 2022 - Le Magnifique,opéra-comique en 3 actes de André Grétry et Michel-Jean Sedaine (d'après Jean de La Fontaine)
- 2023 - La 1002e Nuit, opéra-féérie en 3 actes de Lucien Poujade, Jules Verne et Pierre Senges
- 2024 - Almasis, opéra-ballet de Pancrace Royer, version concert avec le CNSMD de Paris
- 2024 - Les Travaux d'Hercule, ciné-opéra, musique de Mozart, Purcell, Bach, Rossini, Grétry sur un texte de Pierre Senges

### Théâtre musical
La Compagnie Lyrique les Monts du Reuil crée des spectacles de théâtre musical : 
- 2007 - Fables dans le goût de La Fontaine
- 2015 - Mr Barbe bleue, d'après Barbe bleue de Charles Perrault
- 2017 - Le Chat Botté, sur le conte de Charles Perrault
- 2017 - Le Cabaret des poilus, concert-spectacle crée le 16 décembre 1915
- 2018 - La 7ème femme de Barbe bleue, d'après Barbe bleue de Charles Perrault
- 2019 - Oh Richard oh mon roi !
- 2020 - Le petit Tell, d'après Guillaume Tell de André Grétry, livret de Hélène Clerc-Murgier
- 2021 - Le Fabulatographe, ciné-opéra sur les fables de Jean de La Fontaine

Elle est invitée à la Bibliothèque nationale de France, l’Opéra Comique, l’Opéra de Tours, l'Opéra-théâtre de Metz…
Elle se produit dans les festivals Jean de La Fontaine, Festival baroque de Pontoise, La Chabotterie, festival Sinfonia en Périgord, Les Flâneries musicales de Reims…

### Collaborations
La Compagnie collabore dans Transcriptions2 avec le chœur Accentus (direction Laurence Equilbey) pour le label Naïve, ainsi qu'à un DVD avec ce même chœur. En 2012, elle accompagne la nouvelle création de José Montalvo avec le jeune chœur de Paris au théâtre de Suresnes pour les 20 ans du festival Intercité Danse, et la maîtrise de Notre-Dame de Reims. Depuis 2012, elle collabore avec la metteuse en scène Louison Costes et Constance Larrieu, le chorégraphe et danseur Juan Kruz Diaz de Garaio Esnaola, les metteurs en scène Vincent Tavernier et Stephan Grögler, le dramaturge Pierre Daubigny, et le compositeur Emmanuel Clerc.

## Discographie
- 2006 - Transcriptions 2 : L’Hiver – Antonio Vivaldi - chœur Accentus, dir. Laurence Equilbey ; Les Monts du Reuil : Pauline Warnier, violoncelle ; Hélène Clerc-Murgier, orgue ; André Heinchich, luth ; Damien Guffroy, contrebasse (juin 2006, CD Naïve V 5048 / DVD réalisation Andy Sommer[25]) (OCLC 421796634 et 516234031)
- 2011 - Cendrillon, opéra-comique en un acte de Jean-Louis Laruette et Louis Anseaume (Les Belles Écouteuses)[26],[27],[28]
- Poésies en miroir[29], Fables choisies dans le goût de M. de La Fontaine sur de la musique de F. Couperin, Michel Delalande, Mélodies de Emmanuel Clerc sur des poèmes de Gauthier, Rilke, Florian…
- 2015 - Le Soldat magicien, opéra-comique de François-André Danican Philidor et Louis Anseaume (Les Belles Écouteuses)[30] - Restitution et commentaires : Hélène Clerc-Murgier et Pauline Warnier. Partition publiée aux éditions Buissonnières.
- 2017 - Le Jeune Sage et le Vieux Fou d'Étienne Nicolas Méhul et Benoit Hoffman - Opéra Comique en 1 acte (7 mars 2017, DVD Les inédits de la BnF)[31],[32],[33] (OCLC 1034765028)
- 2020 - Guillaume Tell, Opéra-comique en 3 actes de[style à revoir] André Grétry et Michel-Jean Sedaine (Les belles Écouteuses).
- 2022 - Amour, bannis ma crainte - Musique de[style à revoir] André Grétry, Nicolas Dalayrac, Clérambault. Avec Jeanne Zaepffel, Hadhoum Tunc, Louison Costes et Guillaume Gutierrez (Aparté)

## Publications
- 2007 - Fables dans le goût de La Fontaine, vol. 1. Éditions Buissonnières – Restitution commentaires Hélène Clerc-Murgier et Pauline Warnier (OCLC 1041435869)
- 2008 - Fables dans le goût de La Fontaine, vol. 2. Éditions Buissonnières – Restitution et commentaires Hélène Clerc-Murgier et Pauline Warnier
- 2008, réédition en 2011 - Cendrillon, opéra-comique en 1 acte de Jean-Louis Laruette et Louis Anseaume. Éditions Buissonnières, 2011 – Restitution et commentaires Hélène Clerc-Murgier et Pauline Warnier (OCLC 1048896548)
- 2013 - Les deux chasseurs & la laitière, opéra-comique en 1 acte Emmanuel Clerc et Louis Anseaume. Éditions Buissonnières, 2013
- 2015 - Le Soldat magicien, opéra-comique de François-André Danican Philidor et Louis Anseaume. Éditions Buissonnières, 2015 – Restitution et commentaires Hélène Clerc-Murgier et Pauline Warnier (BNF 44337315)
- 2016 - Raoul Barbe bleue, Comédie en prose en 3 actes, André Grétry et Michel-Jean Sedaine. Éditions Buissonnières – Restitution et commentaires Hélène Clerc-Murgier et Pauline Warnier[34]
- 2017 - Le jeune sage et le vieux fou, Étienne Nicolas Méhul et Benoit Hoffman - Opéra Comique en 1 acte. Éditions Buissonnières – Restitution Pauline Warnier, Hélène Clerc-Murgier, Pierre Daubigny, Réf EB-2-333
- 2018 - Maison à vendre, de Nicolas Dalayrac, restitution et commentaires Hélène Clerc-Murgier, Pauline Warnier, Riadh Mtirawi, Pierre Daubigny, Éditions Buissonnières
- 2018 - Richard Coeur de lion, Opéra-Comique de André Grétry et Michel-Jean Sedaine, Éditions Buissonnières
- 2020 - Guillaume Tell, Opéra-Comique de André Grétry et Michel-Jean Sedaine, Éditions Buissonnières
- 2021 - L'Éclipse totale, comédie en 1 acte de Nicolas Dalayrac, restitution et commentaires Hélène Clerc-Murgier, Pauline Warnier, Riadh Mtirawi, Pierre Daubigny, Éditions Buissonnières
- 2022 - Le Magnifique, Opéra-Comique en 3 actes de André Grétry et Michel-Jean Sedaine, Éditions Buissonnières
- 2023 - Almasis, Opéra-ballet en 1 acte de Pancrace Royer et François-Augustin de Paradis de Moncrif, édition critique de Riadh Mtirawi, sous la direction d'Achille Davy-Rigaud et Hélène Clerc-Murgier. Avec le soutien du Ministère de la culture, l'Iremus, la SFM, la Sorbonne, le CNSMD de Paris.